# Jean-Claude Lemagny
Jean-Claude Lemagny (24. prosince 1931 – 19. ledna 2023) byl francouzský historik fotografie; specialista na současnou fotografii a kurátor Francouzské národní knihovny, do světa výtvarné fotografie přispěl v několika rolích.

## Životopis
Jean-Claude Lemagny se narodil 24. prosince 1931 ve Versailles, jako nejstarší ze tří dětí Paula Lemagnyho (vítěz Římské ceny) a Léonie Leloupové, dosáhl řady akademických mezníků; Licenci z historie a geografie, Certifikát z francouzské literatury, Certifikát v umění středověku, Diplom Superior Studies z dějin umění a Agregaci v historii, což je profesní kvalifikace učitele.

## Francouzská národní knihovna
Kvalifikovaný jako historik umění, knihovník a kurátor byl v roce 1963 zaměstnán ve Francouzské národní knihovně, kde poprvé katalogizoval umělecké knihy a francouzské rytiny z 18. století. Je také profesorem na L'Ecole du Louvre a vyučoval rytiny 18. století.

## Kurátor fotografie
V roce 1968 byl odpovědný za sbírku současné fotografie ve Francouzské národní knihovně a tuto pozici zastával až do roku 1996. Vlivný na uznání fotografického umění památkovými institucemi, vytvořil „La Galerie des photographyies“ v roce 1971 v Galerii Colbert knihovny. Vyzdvihoval současnou fotografii a pravidelným vydáváním katalogů uváděl samostatné výstavy fotografů včetně Édouarda Boubata (1973), Gillese Carona (1978), Garryho Winogranda (1980), Christiana Milovanoffa (1980), Rogi André (1981), François Le Diascorn (1982), Arnaud Claass (1982), Tom Drahos (1984) ), Charles Harbutt (1989), Bruce Gilden (1989), Louis Faurer (1990).
Po smrti francouzské fotografky maďarského původu Rogi André, krátce první manželky André Kertésze, 11. dubna 1970, zachránil Jean-Claude Lemagny její archivy před katastrofou, a zejména její originální tisky, které byly dány do prodeje v aukční síni Hôtel Drouot a získal je pro Národní knihovnu.
Lemagny také měsíčně pořádal výstavy ze sbírky knihovny, aby odrážely současný vývoj média. Během let, kdy působil jako kurátor fotografie, získala FNK více než 70 000 nových fotografií. Každých deset let byly prezentovány výstavy akvizic, první byla uspořádána v roce 1971. Celkem Lemagny představil více než dvě stě výstav v Národní knihovně a na dalších místech v Paříži a po celém světě. Například Eloge de l'Ombre (Ve chvále stínu) byla veřejnosti představena v letech 2000-2001 v Městském muzeu Kawasaki a regionálním muzeu výtvarného umění prefektury Jamaguči v Japonsku.
V roce 1981 se podílel na vzniku časopisu Les Cahiers de la photographie, ve kterém se objevila řada jeho esejů.
V roce 1998 Lemagny odešel jako oficiální kurátor fotografie a byl jmenován čestným generálním kurátorem FNK.

## Teoretik
Plodný Lemagny se účastnil četných konferencí a kolokvií o fotografii ve Francii a po celém světě a publikoval stovky článků a několik významných prací o jednotlivých fotografech, trendech a tématech ve fotografii. Byl zván ke kurátorství výstav pro jiné instituce nebo k psaní doprovodných textů do jejich katalogů.
V roce 1989 Lemagny napsal:
"Ve fotografii, stejně jako v každém umění, není zásadní význam hledání myšlenky, ale zkoumání hmoty projevující se ve formách. Jde o udržení určité substance, ze které může cirkulovat kreativita." 

V roce 1999 meditoval o vztahu fotografa a sběratele:
"Dostáváme se k názoru, že prvním sběratelem je fotograf sám. Dalo by se říci, že malíř sbírá své obrazy; jako výsledek svého rozhodnutí, ale neznamená to mnoho." Je především tím, kdo si v oceánu vizuálních realit vybírá. Volebními gesty již zahájil svůj umělecký proces... Z toho vyplývá, že sběratel fotografií, který sám není fotografem, již téměř fotografem je. Sdílí s nimi inaugurační a nezbytné gesto: vybrat si. Z toho plyne zvláštní váha sbírek v dějinách fotografie. Kromě jednoduchého užitku je každá fotografie jako součást sbírky povznesena svou plastickou přítomností blízkost ostatních. Organizace sbírky, její trendy, její vývoj se podílejí na dynamice umění. Stávají se téměř kreativními gesty. A dokonce zcela kreativní, v souhrnu, pokud je nahradíme v širším kontextu spolupráce současné umění."

### Estetické hodiny
V roce 1977 – a v revizi obnovené v roce 1991 – navrhl klasifikaci fotografií do čtyř hlavních kategorií vybraných z náhodného korpusu 237 fotografií pořízených nejrozmanitějšími fotografy včetně Williama Kleina, Roberta Franka, Emmanuela Sougeze, Henriho Cartier-Bressona, Christian Boltanski, Pierra Cordiera, Dona McCullina, Raoula Hausmanna, Heleny Sagerové, Jeana-Pierra Sudreho, Daniela Mascleta, Josefa Sudka a dalších.
V roce 1977 měla klasifikace podobu této matice:
|                                                        | Obraz jako objektivní materiální realita | Konceptuální fotografie jako čistá idea sebe sama |
| ------------------------------------------------------ | ---------------------------------------- | ------------------------------------------------- |
| Fotografie jako vztah do vnitřního světa: surrealismus | Objekt                                   | Předmět                                           |
| Fotografie jako vztah do vnějšího světa: reportáž      | Formulář                                 | Přízemní                                          |

Rozdělený a uspořádaný do kruhu nazval tuto mřížku reflexe fotografie svým „horloge esthétique“ („estetické hodiny“): „Pro větší pohodlí navrhuji, abyste různé body kruhu označili jako na ciferníku: 12 hodin nahoře, 6 hodin dole, 3 hodiny vpravo, 9 hodin vlevo atd. . . . Rozmístil jsem kolem kruhu 237 extrémně různorodých fotografií, bez jakýchkoliv priorit, přičemž jsem vzal v úvahu pouze vizuální spojení, která se mezi nimi spontánně vytvořila.“ Kniha L'ombre et le temps publikovaná v roce 1992 uvádí Lemagnyho návrhy o fotografii, na které reagují i další autoři ve svých knihách.

### La Matiere, l'Ombre et la Fiction
Lemagnyho výstava a kniha La Matiere, l'Ombre et la Fiction, (Hmota, stín a fikce) v roce 1994, která čerpala ze sbírky BNF současných fotografií, kterou uspořádal do panelů na základě jeho vnímané rezonance jedné fotografujte s jiným, spíše než s něčím, co je na každém vidět. Jeho argumentace v textu, podpořená příklady ze sbírky NFK, vychází z otázky:
Ve světě, který se nyní shoduje se sdělným a bezprostředním utilitárním, ve světě, který se dokonce zdánlivě vzdal kritické podstaty dějin, umění už nemá prostor, kde by mohlo kvasit. A zářivý technický úspěch vyplývající ze společnosti, která začala dělat vše proměnlivé a vyměnitelné, zůstává fotografie paradoxně poslední malou místností, kde by umění mohlo přežít?

 
Prezentace vyvolala silné reakce.

## Rencontre Internationale d'Arles
Lemagny podporoval Luciena Clergua v roce 1970 při organizování prvního mezinárodního fotografického festivalu Rencontre Internationale d'Arles, na který byl zván, aby poskytl oficiální prezentaci, ačkoli se obvykle účastnil osobně. Bruce McCaig na to vzpomíná:
"Léto co léto bylo Lemagnyho možné často najít sedět u stolu v hotelu Arlatan a prohlížet si portfolia fotografů podle zásady, kdo dřív přijde, je dřív na řadě. V poledne si dával pauzu na snědení sendviče, kdy jinak trávil den prohlížením stovek fotografií a povídáním o nich."

## Publikace

### Knihy
- Lemagny, Jean-Claude. (n.d.). Pour une définition de l'art.
- Lemagny, J.-C. (n.d.). Giorgio Cutini: La danza delle forme = dancing of the forms. Giorgio Cutini : Immagini Dall'interno, Fotografie.
- Musée des arts décoratifs (France), Mathey, F., Lemagny, J.-C., & Marbot, B. (n.d.). La famille des portraits.
- Lemagny, Jean-Claude. (n.d.). Voies de la création dans la photographie contemporaine (Les).
- Lemagny, Jean-Claude. (n.d.). Voies de la création dans la photographie contemporaine (Les).
- Bovis, M., Doloy, R., Martin, G., Lefebvre, B., Robert, V., Lemagny, J.-C., Feinstein, G., ... Club photographique de paris. (1957). [Collection of greeting cards and announcements collected and edited by Marcel Bovis]: [photographie]. ([Collection of personal archives of Marcel Bovis].) S.l.: s.n..
- Angremy, A., Cain, J., Adhémar, J., Lemagny, J.-C., Didérot, D., & Bibliothèque nationale (France). (1963). Diderot: 1713-1784 : [[An exhibition catalogue. Compiled by Jean Adhémar and Jean Claude Lemagny. With portraits and facsimiles.]], Paris, Bibliothèque nationale, 1963. Paris: Impr. Tournon.
- Direction des musées de France., Lemagny, J.-C., Savanne, S., & ZUBER, M. T. (1964). La Société française du XVIIIe siècle vue par les peintres et les graveurs. Exposition itinérante du Service éducatif des musées. (Catalogue rédigé par S. Savanne, M.-Th. Zuber et J.-C. Lemagny.) [With illustrations.]. Paris.
- Angremy, A., Auer, E. M., Baron, F., Beaulieu, M., Caubet, A., Lacambre, J., Lemagny, J. C., ... Sauter, J. (1966). Kunst und Geist Frankreichs im 18. Jahrhundert.
- Lemagny, J.-C. & Cabinet des Estampes (Genf). (1966). Les architectes visionnaires de la fin du XVIIIe siècle Exposition ... Cabinet des estampes: Genève, 13 novembre 1965-30 janvier 1966. Genève: Musée d'art et d'histoire.
- Sudre, J.-P., Lemagny, J.-C., & Galerie La Demeure (Paris). (1972). Photographies Denis Brihat: [catalogue de l'exposition], Paris, Galerie La Demeure, 1972. Paris: Galerie La Demeure.Lemagny, J.-C., & Galleria Doria Arte Moderna (Torino). (1975). Alex Bianchi. Torino: Galleria Doria Arte Moderna.
- Dieuzaide, J., & Lemagny, J.-C. (1974). Mon aventure avec le brai. Toulouse] (7, rue Erasme, 31400: J. Dieuzaide.
- Gloeden, W. ., & Lemagny, J.-C. (1975). Taormina: Début de sciècle. Paris: Chêne.
- Gloeden, ., & Lemagny, . (1975). Taormina debut de siecle. Paris: Chêne.
- Gloeden, W. ., & Lemagny, J.-C. (1975). Taormina debut de siècle: Photographies du Baron de Gloeden. Paris: Ed. du Chêne.
- Lemagny, J.-C. (1977). Photographs of the classic male nude: Baron Wilhelm von Gloeden. New York: Camera/Graphic Press.
- Lemagny, J.-C., Butor, M., Strand, P., & Musée national d'art moderne (Paris). (1977). Paul Strand: [exposition, Paris, Centre national d'art et de culture Georges Pompidou, Musée national d'art moderne, 15 juin-15 août 1977]. Paris: Centre national d'art et de culture Georges Pimpidou.
- Salbitani, R., & Lemagny, J.-C. (1978). La città invasa. Modena: Punto e virgola.
- Lemagny, J.-C., Seguin, J. P., & Bibliothèque nationale (France). (1978). Gilles Caron: Reportages : [exposition], Bibliothèque nationale, Département des estampes et de la photographie, Galerie Louvois, du 2 mai au 3 juin 1978. Paris: Bibliothèque nationale.
- Bibliothèque nationale de France., & Lemagny, J.-C. (1979). [Recueil. Galerie de photographie de la Bibliothèque nationale. Catalogues. 1979-1997]. Paris: Galerie de photographie de la Bibliothèque nationale.
- Lemagny, J.-C., & Bibliothèque nationale (France). (1979). Espaces: Daniel Boudinet, Eric Johnson, Paul Joyce, Klaus Ritterbusch, Ellen Salwen, Chris Wainwright : [exposition, Paris, Galerie de photographie de la Bibliothèque nationale, avril-mai 1979]. Paris: Bibliothèque nationale.
- Lemagny, J.-C. (1980). European Portfolio. S.l.: s.n..
- Shuler, T. H., & Lemagny, J.-C. (1980). Portfolio I: Platinum palladium portfolio. S.l.: s.n..
- Triennale internationale de photographie, Lemagny, J.-C., & Palais des beaux-arts (Charleroi, Belgique). (1980). Première Triennale internationale de photographie, 1980: Palais des beaux-arts, Charleroi, Belgique. Charleroi: Photographie ouverte.
- Lamarche-Vadel, B., Henric, J., & Lemagny, J. C. (1980). Noir limite: Jean-Claude Bélégou, Florence Chevalier, Yves Trémorin. Sausseuzemare: Photographies And Co..
- Lemagny, J.-C. (1980). Photographie: Article pr. Encyclopedia Universalis, supplément, t. 2, p. 1151. Paris: s.n..
- Hopkinson, T., Lemagny, J.-C., & Goethe-Institut (Paris). (1981). Felix H. Man: 60 ans de photographie. Paris.
- Lemagny, J.-C. (1981). Le corps regardé: Images. Laplume: Association de Critique Contemporaine en Photographie (ACCP.
- Lemagny, J.-C. (1981). La photographie: Tendances récentes. (Actualité des arts plastiques.) Paris: CNDP.
- Ritterbusch, K., Schmalenbach, W., & Lemagny, J.-C. (1982). Der Fluss und die Berge: Fotografien und Texte. Freiburg: Herder.
- Lemagny, J.-C., Berswordt-Wallrabe, H. L. A., & Sougez, E. (1982). Emmanuel Sougez: Photographien : 1928-1953 : Bochum, Frankfurt/Main, Frankfurter Kunstverein, Stadt Museum Leverkusen, Schloss Morsbroich. Bochum: Galerie für Film Foto.
- Lemagny, J.-C., & Melot, M. (1982). François le Diascorn: [exposition], Paris, Bibliothèque nationale, Galerie de la photographie, 23 mars-17 avril 1982. Paris: Bibliothèque nationale.
- Catany, T., & Lemagny, J.-C. (1983). Tomas Monserrat: 1873-1944 : retratista d'un poble. "Sa Nostra": Palma de Mallorca.
- Lemagny, J.-C., Kritz, V., & Galerie Mansart (Paris). (1983). Vilem Kriz: Galerie Mansart 23 novembre 1983-15 janvier 1984. Paris: Bibliothèque Nationale.
- Lemagny, J.-C. (1984). 'Les collections de la Bibliothèque nationale: 15 ans denrichissement. Cet ouvrage a été réalisé à loccasion de lexposition 'La photographie créative' présentée par la Bibliothèque nationale au pavillon des Arts durant le Mois de la photo organisé par Paris Audiovisuel, Novembre - Décembre 1984'. Paris: Contrejour.
- Lemagny Jean-Claude, Bibliothèque nationale France, & Lemagny Jean-Claude. (1984). <<La >>Photographie créative Texte imprimé les collections de la Bibliothèque nationale 15 ans d'enrichissement [exposition, Paris, Pavillon des arts, novembre-décembre 1984]. Contrejour.
- Paris. Bibliothèque Nationale, & Lemagny, J.-C. (1984). Les collections de photographies contemporaines de la Bibliothèque Nationale. Paris: Contrejour.
- Baldassari, A. (1984). Le Territoire. Laplume: Association de critique contemporaine en photographie.
- Lemagny, J.-C., & Galerie municipale du Château d'eau (Toulouse). (1985). Le Diascorn: [exposition], Galerie municipale du Château d'eau ..., Toulouse, février 1985. Toulouse: Galerie municipale du Château d'eau.
- Gili, M., Lemagny, J.-C., Flusser, V., Mascaró, P. J., & Fundació Joan Miró (Barcelona, Spain). (1985). La ciutat fantasma: Octubre-novembre 1985, Fundació Joan Miró, Centre d'Estudis d'Art Contemporani.
- Mora, G., Clayssen, J., & Lemagny, J.-C. (1986). Les Photographes humanistes: Doisneau, Boubat, Izis et les autres. (Les Cahiers de la photographie (Marmande).) Paris: Cahiers de la photographie.
- Palazzolo, A., Lemagny, J. C., & Gilardi, A. (1986). Aldo Palazzolo: Portraits. S.l.: Artestudio.
- Lemagny, J.-C. (1986). L'occasion d'une recherche crétrice: L'architecture industrielle vue par 5 photographes : Jean-Jacques Bénichou, Vincent Monthiers, Gérard Dalla Santa, Hervé Rabot, Jacques Thomas : [exposition, Bordeaux, 1986]. Bordeaux: Conseil général de la Gironde.
- Lavrillier, C.-M., Roegiers, P., & Lemagny, J.-C. (1986). 6 [six] années du 666: Un entretien de Patrick Roegiers avec Carol Marc Lavrillier ; [suivi de] La Galerie ; préf. Jean-Claude Lemagny. Paris: Ed. Studio 666.
- Lemagny, J.-C. (1986). Elisabeth Sunday: The african portfolios. Los Angeles (calif.: Curatorial assistance.
- Soulages, F., & LEMAGNY, J.-C. (1986). Photographie et inconscient.
- Lemagny Jean-Claude, Rouillé, André, Didi-Huberman Georges, Dubois Philippe, Hassner Rune, McCauley Anne, & Marbot Bernard. (1986). Histoire de la photographie Texte imprimé. Bordas.
- Batho, ., & Lemagny, . (1986). Giverny, la memoire d'un jardin. Aurillac: A.D.A.C.
- Lemagny, Jean-Claude; ROUILLÉ, ANDRÉ. A History of photography social and cultural perspectives. Redakce Jean-Claude Lemagny; překlad Janet Lloyd. [s.l.]: Cambridge University Press, 1987. ISBN 978-0-521-34407-4.
- Lemagny, J.-C. (1987). Jean-Luc Maisonneuve: Cantates : [exposition, Paris], Bibliothèque nationale, Galerie de photographie, 30 avril-23 mai 1987. Lieu de publication non identifié: éditeur non identifié.
- Lemagny, J.-C. (1987). Kiuston Hallé: Les trois grâces : [exposition], Paris, Bibliothèque nationale, 29 octobre-28 novembre 1987. Paris: Bibliothèque nationale.
- Lemagny, J.-C., & Arrouye, J. (1987). Françoise Gimenez: [exposition, Paris], Bibliothèque nationale, Galerie de photographie, 19 mars-18 avril 1987. Lieu de publication non identifié: éditeur non identifié.
- Basilico, G., Bergala, A., Chomette, M., Clergue, L., Lemagny, J.-C., Malone, L., Troispoux, Y., ... Phonurgia nova (Arles, Bouches-du-Rhône). (1987). Infraviolet: Revue sonore de photographie. (Infraviolet.) Arles: Phonurgia Nova.
- Lemagny, J.-C. (1987). Elisabeth Sunday: [Paris], Galerie de photographie de la Bibliothèque nationale, 10 décembre 1987-16 janvier 1988. Paris: Bibliothèque nationale.
- Lemagny, Jean-Claude (1931-....). Auteur du texte. (1987). Jean-Luc Maisonneuve : Cantates : [exposition, Paris], Bibliothèque nationale, Galerie de photographie, 30 avril-23 mai 1987 / [catalogue réd. par Jean-Claude Lemagny]. s.n.][s.n..
- Lemagny, J.-C., & Caisse nationale des monuments historiques et des sites (France). (1987). Monuments en quête d'auteur. Paris: Service photographiques, Caisse nationale des monuments historique et des sites.
- Gouvion, S.-C. A., Lemagny, J.-C., & Sayag, A. (1988). Art of nature: 20th century French photography. London: Trefoil.
- Gouvion, S.-C. A., Lemagny, J.-C., Sayag, A., Barbican Art Gallery., & Association française d'action artistique. (1988). 20th century French photography. London: Published on behalf of Barbican Art Gallery by Trefoil Publications.
- La Photographie : tendances récentes, CNDP, 1986 ; réédition actualisée : La Photographie : tendances des années 1950-1980, CNDP, 2002.
- Gouvion, S.-C. A., Lemagny, J.-C., & Sayag, A. (1988). Art or nature: 20th century French photography. London: Trefoil Publ.
- Lemagny, J.-C., & Caroly, C. (1988). L'Ete: Les quatre saisons du territoire. Belfort, France: Granit-CAC.
- Naggar, A., & Lemagny, J.-C. (1988). André Naggar: Images mentales : 50 ans de photographie. Paris: Trianon de Bagatelle.
- Gormezano, G., Minot, P., Lemagny, J.-C., & Bibliothèque nationale (France). (1988). Minot et Gormezano: Galerie de photographie de la Bibliothèque nationale 17 mars-16 avril 1988. Paris: Bibliothèque nationale.
- Lemagny, J.-C. (1988). Clarence John Laughlin (1905-1985): [exposition, Paris], Galerie de photographie de la Bibliothèque nationale, 28 avril-28 mai 1988. Paris: Bibliothèque nationale.
- Caroly, C., & Buttard, A. (1988). Les Quatre saisons du territoire: [photographies]. Jarville-La-Malgrange: Editions de l'Est.
- Lemagny, J.-C. (1989). Hervé Crépet: [exposition, Paris], Galerie de photographie de la Bibliothèque nationale, 19 janvier - 19 février 1989. Paris: s.n..
- Lemagny, J.-C., & Sudre, J.-P. (1989). Jean-Pierre Sudre: [exposition], Galerie de photographie de la Bibliothèque nationale, Espace Colbert, 4 octobre-4 novembre 1989. Paris: Bibliothèque nationale.
- Centre Georges Pompidou, Lemagny,Jean-Claude, & Sayag,Alain. (1989). L Invention d un art. París: Adam Biro.
- Lemagny, J.-C., Picto Bastille (Paris), & Bibliothèque nationale (France). (1989). Eva Rubinstein: Galerie de photographie de la Bibliothèque nationale et Picto espace Picto Bastille ... 15 novembre [1989-11 janvier 1990]. Paris: Bibliothèque nationale.
- Gouvion, S.-C. A., Lemagny, J.-C., & Sayag, A. (1989). 20th century french photography. Rizzoli.
- Lemagny, J.-C. (1989). Bruce Gilden: [exposition], Paris, Bibliothèque nationale, Espace Colbert, 15 juin-13 juillet 1989. Paris: Bibliothèque nationale.
- Lemagny, J.-C. (1989). La Photographie creative. Paris: Contrejour.
- Lemagny, J.-C. (1989). Raymonde April: [exposition], Paris, Bibliothèque nationale, Galerie de la photographie, Espace Colbert, 27 avril-27 mai 1989. Paris: Bibliothèque nationale.
- Hitchcock, B., Lemagny, J.-C., Polaroid Corporation., & International Polaroid Collection. (1990). Selections 5: The International Polaroid Collection. Cambridge, Mass: Polaroid Corp.
- Lemagny, J.-C. (1990). Louis Faurer: [exposition], Paris, Bibliothèque nationale, Galerie de photographie, Espace Colbert, 19 avril-19 mai 1990. Paris: Bibliothèque nationale.
- Kertész, A., Bonhomme, P., Phillips, S. S., Jammes, I., Lemagny, J.-C., Frizot, M., Musée d'art et d'essai (Paris, France), ... Association pour la diffusion du patrimoine photographique (France). (1990). Ma France. Paris: La Manufacture/Ministere de la Culture.
- Roegiers, P., Lemagny, J.-C., Mora, G., Contemporary Arts Center (New Orleans, La.), & Alliance française de la Nouvelle Orleans. (1990). En liberté: Contemporary French photography. New Orleans: Contemporary Arts Center.
- Naggar, A., & Lemagny, J.-C. (1990). André Naggar: Le regard éclaté : [exposition, Paris, Patrick Perrin, 1990]. Paris: P. Perrin.
- Sudre, J.-P., & Lemagny, J.-C. (1990). Photographies: Douze natures mortes 1948-1953. Paris: s.n..
- Lemagny, J.-C., & Bibliothèque nationale (France). (1990). Caroline Feyt: "Toros : [exposition], Paris, Bibliothèque nationale, Galerie de photographie, Rotonde Colbert, 25 janvier-24 février 1990. Paris: Bibliothèque nationale.
- Lemagny, J.-C. (1990). Jean-Luc Mylayne: [Paris], Galerie de photographie de la Bibliothèque nationale, passage Colbert, 1 août-1 septembre 1990. Paris: Bibliothèque nationale.
- Heyward, M., & Lemagny, J.-C. (1990). Bill Henson: Paris, Galerie de photographie de la Bibliothèque nationale, passage Colbert, 20 septembre-20 octobre. Paris: Bibliothèque nationale.
- Lemagny, J.-C. (1991). Hiromi Tsuchida ou l'ambiguïté sans fin. S.l.?.
- Lemagny, J.-C., & Bibliothèque nationale (France). (1991). Mark Feldstein: Galerie de la photographie de la Bibliothèque nationale, passage Colbert, Paris, 19 janvier-9 février 1991. Paris: Bibliothèque nationale.
- Lemagny, J.-C., & Macaire, A. (1991). Rossella Bellusci: Oeuvre photographique 1981-1990 : Bibliothèque nationale, Paris, 17 avril-25 mai 1991, Centre d'art contemporain de Basse-Normandie, Hérouville Saint-Clair, 1992. Paris: Canal.
- Lemagny, J.-C., & Dufour, B. (1991). Bernard Dufour: [exposition], Paris, Bibliothèque nationale, Galerie Colbert, 30 mai-13 juillet 1991. Paris: Bibliothèque nationale.
- Lemagny, J.-C. (January 1, 1991). Lumières dans la cathédrale. Recherche Photographique : Histoire-Esthétique.
- Lemagny, J.-C., Cueco, H., & Vitry-sur-Seine (Val-de-Marne). (1992). Marie-Jésus Diaz, photographies: [exposition], Galerie municipale, 23 février-15 mars 1992, Ville de Vitry-sur-Seine. Vitry-sur-Seine: Galerie municipale.
- Lemagny, J.-C., Giteau, C., & Christout, M.-F. (1992). Fernand Michaud: [exposition], Paris, Bibliothèque nationale, Galerie de la photographie, Galerie des Arts du spectacle, 27 février-28 mars 1992. Paris: Bibliothèque nationale.
- Giriat, V., Quignard, P., & Lemagny, J.-C. (1992). Véronique Giriat: [exposition], Paris, Bibliothèque nationale, Passage Colbert, Galerie de la photographie, 8 avril-23 mai 1992. Paris: Bibliothèque nationale.
- Lemagny, J.-C. (1992). Nouvelles rencontres: Bruno Cordonnier, Emmanuel Pinard, Monique Dérégibus, Olivier Umhauer, Julie Gauzin, Bertrand Valentin, Jean Guerre, Xavier Zimmermann : [exposition], Paris, Bibliothèque nationale, Galerie Colbert, 19 novembre-19 décembre 1992. Paris: Bibliothèque nationale.
- Lemagny, J.-C. (1992). François Puyplat: [exposition], Paris, Bibliothèque nationale, Galerie de la photographie, 16 janvier-15 février 1992. Paris: Bibliothèque nationale.
- Ehrmann, G., & Lemagny, J.-C. (1993). Faire un pas. Paris: Hazan.
- Lemagny, J.-C., & Rouillé, André (1993). Photographie. Paris: Bordas.
- Lemagny, J.-C. (1993). Yves Trémorin: Catherine : Paris, Bibliothèque nationale, passage Colbert, galerie de la photographie, 29 juillet-28 août 1993. Paris: Bibliothèque nationale.
- Lemagny, J.-C. (1993). Ann Mandelbaum: [exposition, Paris], Bibliothèque nationale, Passage Colbert, Galerie de la Photographie, 29 avril-29 mai 1993. Paris: Bibliothèque nationale.
- Lemagny, J.-C. (1993). Geneviève Hofman: [exposition], Bibliothèque nationale, passage Colbert, galerie de la photographie, [16 octobre-20 novembre 1993]. Paris: Bibliothèque nationale.
- Lemagny, J.-C. (1993). Julien Coulommier: Bibliothèque nationale, Passage Colbert, Galerie de la photographie ..., Paris, du 12 mars au 10 avril 1993. Paris: Bibliothèque nationale.
- Lemagny, J.-C. (1994). Jean-Pierre Bonfort: [exposition], Paris, Bibliothèque nationale de France, Galerie de photographie, Passage Colbert, 17 mars-16 avril 1994. Paris: Bibliothèque nationale.
- Mai de la photo, & Lemagny, J.-C. (1994). Reims, Mai de la photo. Reims: Priorité Ouverture.
- Lemagny, J.-C. (1994) La Matière, l’Ombre, la Fiction : photographie contemporaine. Récents enrichissements du département des Estampes et de la Photographie, BNF et Nathan.
- Lemagny, J.-C. (1994). Jean Luc Tartarin: Fragments : Bibliothèque nationale, Galerie de la photographie, Passage Colbert ..., Paris, 13 janvier-12 février 1994. Paris: Bibliothèque nationale.
- Baqué, D., Lemagny, J.-C., Müller, S., & Ecole des beaux-arts (Metz, France). (1994). Knut Wolfgang Maron: Des paysages, des animaux, des hommes et des choses, 1980-1994 : [exposition] Ecole des beaux-arts de Metz, 15 février - 19 mars 1995 -- Kunsthalle Kühlungsborn, 10 Juni - 13 Juli 1995. Metz: Ecole des beaux-arts.
- aboulin, S., & Lemagny, J.-C. (1994). Mai de la photo: Du 2 au 5 juin 1994. Reims: Priorité Ouverture.
- Maron, K. W. (1994). [Knut Wolfgang Maron]: Bilder über Landschaften, Tiere, Menschen und Dinge : 1980-1994 : [Ausstellung, École des Beaux-Arts, Metz, 15.02.-19.03.1995 ... etc.]. Erscheinungsort nicht ermittelbar: Verlag nicht ermittelbar.
- Lemagny, J.-C., Milovanoff, C., Biroleau, A., & Bibliothèque nationale de France. (1994). Tadashi Ono: [exposition, juin-9 juillet 1994, Paris, Bibliothèque nationale de France], Galerie de la photographie, Passage Colbert. Paris: Bibliothèque nationale de France.
- Pla, J. J., Formiguera, P., Lemagny, J.-C., Perego, E., & Fundació Caixa de Pensions (Barcelona). (1995). Joaquim Pla Janini: [exposición]. Barcelona: Fundación "la Caixa".
- Andrade, A., Lemagny, J.-C., & Bibliothèque nationale de France. (1995). Alain Andrade photographies. Paris: Bibliothèque nationale de France.
- Perego, E., Lemagny, J.-C., & Fundació Caixa de pensions. (1995). Joaquim Pla Janini: Exposició, Barcelona, 20 de desembre-11 de febrer de 1996, Sala Tarragona de la Fundació La Caixa, 15 d'abril-26 de maig de 1996, 25 de setembre-3 de novembre de 1996, Fundació La Caixa Illes Balears. Barcelona: Fundació "La Caixa.
- Maron, K. W., Baqué, D., Lemagny, J.-C., Müller, S., Ecole des beaux-arts (Metz, France), & Kunsthalle Kühlungsborn. (1994). Des paysages, des animaux: Des hommes et des choses, 1980-1994. Metz: Ecole des beaux-arts.
- Yates, Steven A. Poetics of space a critical photographic anthology. 1st. vyd. [s.l.]: University of New Mexico Press, 1995. ISBN 978-0-8263-1522-9.
- Lemagny, J.-C. (1995). Gilbert Fastenaeken: Photographies : [Bibliothèque nationale de France, Galerie Colbert, du 13 juin au 20 juillet 1995]. Paris: Bibliothèque nationale de France.
- Lemagny, J.-C. (1995). Jacques Bacry photographies: [exposition, Paris], Bibliothèque nationale de France, Salle de lecture du Cabinet des estampes, mai-juin 1995. Lieu de publication non identifié: éditeur non identifié.
- Monreal, A. L., & Lemagny, J.-C. (1995). Joaquim Pla Janini. Barcelona: Fundación "La Caixa".
- Carli, E., & Lemagny, J.-C. (1995). Mario Giacomelli: La forma dentro, fotografie 1952-1995 : [mostra, Senigallia, Rocca Roveresca, 29 luglio-30 settembre 1995]. Milano: Charta.
- Luke, M., Lemagny, J.-C., Toth, C., Biroleau, A., & Bibliothèque nationale de France. (1996). Michelle Luke: Photographies. Paris: Bibliothèque nationale de France, Galerie Colbert.
- Lemagny, J.-C. (1996). Madeleine de Sinéty: Photographies. Paris: Bibliothèque nationale de France.
- Lemagny, J.-C. (1996). Nouvelles de la photographie. Paris: Comité national de la gravure française.
- Lemagny, J.-C., Aubenas, S., & McCauley, E. A. (1996). Charles Aubry photographe : [exposition Bibliothèque nationale de France, galerie Colbert du 7 mars au 4 mai 1996]. Paris: Bibliothèque nationale de France.
- Lemagny, J.-C. (1996). Michelle Luke: Photographies. Paris: Bibliothèque nationale de France.
- Lemagny, J.-C. (1996). Denise Colomb: "portraits". Lyon: Ed. La Manufacture.
- Lemagny, Jean Claude. (1996). Serge Clément : De l’apparition à la présence. Les Productions Ciel variable.
- Zimbardo, X., & LEMAGNY, J. E. A. N. C. L. A. U. D. E. (1996). LES BELLES DISPARUES. O.O: ED. NATIVES.
- Lemagny Jean-Claude. (1996). Denise Colomb Texte imprimé portraits. Éd. la Manufacture.
- Lorblanchet, M., Lemagny, J.-C., Onfray, M., & Haute-Normandie. (1996). Siloé-Orellana: [exposition, Rouen, Conseil régional de Haute-Normandie, 15 novembre 1996-1er mars 1997]. Rouen: Région Haute-Normandie.
- Zimbardo, X., & Lemagny, J.-C. (1996). Les belles disparues. Paris: Natives.
- Beretta, S., & Lemagny, J.-C. (1997). Paris noir. Tesserete (Biolda: Pagine d'arte.
- Lemagny, J.-C., Musée Sainte-Croix (Poitiers, Vienne)., & Société des antiquaires de l'Ouest. (1997). Fernand Michaud: [exposition, Poitiers, Musée Sainte-Croix, 16 octobre 1997 - 4 janvier 1998].
- Lemagny, J.-C., Laude, A., & Bibliothèque nationale de France. (1997). Rasi: Photographies : [exposition, Bibliothèque nationale de France, Galerie Colbert, 6 février-6 avril 1997]. Paris: Bibliothèque nationale de France.
- Ehrmann, G., Lemagny, J.-C., Mercié, J. L., Orbestier, F., Abbaye aux Dames (Saintes, France), & Galerie municipale du Château d'eau. (1998). Gilles Ehrmann. Saintes: Abbaye aux Dames.
- Gibson, M., & Lemagny, J.-C. (1998). André Naggar: Images mentales. Paris: Cercle d'art.
- Szulc-Krzyzanowski, M., Lemagny, J. C., Van, . W. S., & Römer, P. (1998). Vista. Amsterdam: Focus.
- Lemagny, Jean-Claude. (1998). Die vermessene Mauer: Aarhus, Dänemark 1985. S.l.: Lemagny, Jean-Claude [distrib..
- IJzermans, T., & Lemagny, J.-C. (1998). Michel Szulc-Krzyzanowski: Vista. Amsterdam: Focus.
- Tartaglia, ., Lemagny, ., & Ravasi, B. (1998). Appartenenze. Tavagnacco: Art&.
- Lemagny, J.-C., Ravasi, B. L., Tartaglia, D., Tartaglia, D., & Tartaglia, D. (1998). Daniela Tartaglia: Appartenenze. Tavagnacco (UD: Art &.
- Szulc-Krzyzanowski, M., Lemagny, J.-C., IJzermans, T., & De Beyerd (Bréda, Pays-Bas). (1998). Vista: [exhibition, Breda, De Beyern, museum of modern art, 22 February-20 April 1998].
- Lemagny Jean-Claude, & Brabo Michèle. (1998). Itinéraire affectif d'une photographe Texte imprimé. Éd. Recherches.
- Tartaglia, D., Lemagny, J.-C., & Ravasi, B. L. (1998). Daniela Tartaglia: Appartenenze. Arti Grafiche Friulane.
- Mercié, J.-L., Lemagny, J.-C., & Orbestier, F. (1998). Gilles Ehrmann photographe: [exposition Abbaye aux Dames, Saintes, 1998 ; Galerie du Château d'Eau, Toulouse, 1998]. Cognac: Le Temps qu'il fait.
- Tartaglia, D., Lemagny, J.-C., & Ravasi, B. L. (1998). Appartenenze.
- Soulages, F., Lemagny, J.-C., Soulages, F., & Bibliothèque nationale de France. (1999). La photographie du sans-art à l'art: Conférence du 8 novembre 1994. Paris: Bibliothèque nationale de France.
- Lemagny, J.-C. (1999). La Bretagne: Collection photographique de l'Imagerie : 42 photographes. Trézélan: Filigranes.
- Lemagny, J.-C., Lemagny, J.-C., Soulages, F., & Bibliothèque nationale de France. (1999). La parole est aux oeuvres: Conférence du 11 janvier 1995. Paris: Bibliothèque nationale de France.
- Lemagny, J.-C., Soulages, F., Lemagny, J.-C., & Bibliothèque nationale de France. (1999). La photographie et le musée imaginaire: Conférence du 29 novembre 1994. Paris: Bibliothèque nationale de France.
- Rencontres internationales de la photographie, Lemagny, J.-C., & Biroleau, A. (1999). Le corps du visible: Une exposition créée par Klee inc. et présentée du 7 juillet au 19 août 1999 aux Rencontres internationales de la photographie à Arles ... puis à l'automne 2000 au Musée municipal de Kawasaki. (Rencontres d'Arles.) Tokyo (5-3-3, Minami Azabu, Minato-ku: Klee Inc.
- Soulages, F., Lemagny, J.-C., Soulages, F., & Bibliothèque nationale de France. (1999). Anthropogénie et photographie: Conférence du 22 novembre 1994. Paris: Bibliothèque nationale de France.
- Barraco, D., & Lemagny, J.-C. (1999). El sentimiento tragico del instante. Mendoza: Lom ed.
- Argalia, ., Filosa, ., Lemagny, ., Mozzoni, ., & Pieralisi, . (1999). Fluisce alla terra il cielo. Jesi: Fondazione Cassa di Risparmio di Jesi.
- Argalia, A., & Lemagny, J.-C. (1999). Fluisce alla terra il cielo. Jesi: Fondazione cassa di risparmio di Jesi.
- Rodríguez, J. A., Lemagny, J.-C., & Colorado, A. (2000). Corps et fruit. Mexico: La Bamba.
- Lemagny, J.-C., & Biroleau, A. (2000). Eloge de l'ombre: [exposition, Kawasaki, Musée municipal, 3 novembre-17 décembre 2000, Yamaguchi, Musée départemental des beaux-arts 9-28 janvier 2001]. Paris: Klee Inc.
- Lemagny, J.-C., Hotel de Sully (Paris), & International Center of Photography. (2000). Atget the pioneer [published to accompany the exhibition held at the Hotel de Sully, Paris, 23 June - 17 September 2000 ; International Center of Photography, New York, 7 October 2000-21 January 2001]. Munich: Prestel.
- Lemagny, J.-C., Atget, E., Aubenas, S., Hôtel de Sully (Paris), & International Center of Photography. (2000). Atget, Le Pionnier. PARIS: MARVAL.
- Abrahmov, S. L., Schwander, L., & Lemagny, J.-C. (2001). Skønhed. Copenhagen?: Fotografisk Center.
- Lemagny, J.-C. (2001). Jean-Pierre Sudre, 1921-1997: [exposition, Saragosse, Institut français, 2001]. Saragosse: Institut français.
- Sousa, A. ., Chambon, J.-P., Lemagny, J.-C., & Espace Vallès ( Saint-Martin-d'Hères). (2001). Aurore de Sousa, autoportraits, l'ombre nue, l'etrangère intime. Saint-Martin-d'Hères: Espace Vallès.
- Scimone, A., Lemagny, J.-C., Gulizia, D., & Trevisan, P. (2002). Attilio Scimone: Materia e luce.
- Lemagny, J. C. (2002). La photographie: Tendences des années 1950-1980. Paris: CNDP.
- Masats, R., Monzó, J. V., Cuallado, G., & Institut valencià d'art modern-Centre Julio González. (2003). Homenatge a Gabriel Cuallado: Exposicio, Valencia, Institut Valencia d'art modern, 7 novembre 2003-11 gener 2004. Valencia: Institut Valencia d'art modern.
- Lebas, C., Lemagny, J.-C., & Schultz, D. (2003). Chrystel Lebas: Time in space = l'espace temps. London: Azure publ.
- Dieuzaide, J., Lemagny, J.-C., & Galerie municipale du Château d'eau (Tuluza). (2004). Une vie de photographes. Toulouse: Le château d'eau.
- Lemagny, J.-C., Dambrine, M., Lawrence, J. H., & Bernard Dudoignon (Paris). (2004). Clarence John Laughlin: [exposition, Paris], Bernard Dudoignon photographies, [automne 2004]. Paris (133 rue de Charonne, 75011: Bernard Dudoignon photographies.
- Magalhães, M., Furtado, J. A., & Lemagny, J.-C. (2004). Manuel Magalhães: Álbum 1973-2003. Porto: Edições Caixotim.
- Magalhães, M., Furtado, J. A., & Lemagny, J.-C. (2004). Manuel Magalhaes: Album 1973/2003. Porto: Ed. Caixotim.
- Lemagny, J.-C., & Hansen, B. (2004). Terra magica. Anglet: Atlantica.
- Magalhães, M., & Lemagny, J.-C. (2004). Manuel Magalhães: Álbum, 1973/2003. Porto: Ediçoes Caixotim.
- Lemagny, J.-C. (2005). L'ombre et le temps: Essais sur la photographie comme art. Paris: A. Colin.Le marieur d'images, (autour de Christian Milovanoff), Galerie Françoise Paviot, 2012-2013.
- Barraco, D., & Centro Cultural Estación Mapocho (Chile). (2005). Fotografías. Chile: Centro Cultural de la Estación Mapocho, Sala Joaquín Edward Bello.
- Lemagny, J.-C. (2005). La photographie: Tendances des années 1950-1980. Paris: Centre National de Documentation Pédagogique.
- Lemagny, J.-C. (2006). De l'image photographique aux mots: Essai d'itinéraire. Aix-en-Provence: PUP.
- Bertolotti, A., & Lemagny, J.-C. (2007). Livres de nus: Avant-propos de Jean-Claude Lemagny, 10 octobre 2007au 6 janvier 2008, Maison européenne de la Photographie, Paris. Paris: Éditions de la Martinière.
- Banville, J., Lemagny, J.-C., & Fuentes, C. (2008). Manuel Alvarez Bravo: Photopoetry. London: Thames & Hudson.
- Biroleau, A. (2008). 70', la photographie américaine: Diane Arbus, Lewis Baltz, Harry Callahan : [exposition, Paris, Bibliothèque nationale de France, site Richelieu, 29 octobre 2008-25 janvier 2009]. Paris: Bibliothèque nationale de France.
- Biroleau, A., & Bibliothèque nationale de France. (2008). 70', le choc de la photographie américaine: Exposition présentée à Paris, Bibliothèque nationale de France, site Richelieu, du 29 octobre 2008 au 25 janvier 2009. Paris: Bibliothèque Nationale de France.
- Breton-Hourcq, A. (2008). Tracés. Marseille (19 rue des Trois-rois, 13006: Atelier De visu.
- Carli, E., Lemagny, J. C., De, S. E., & Cutini, G. (2009). Immagini dall'interno: Fotografie. Ancona: Il lavoro editoriale.
- Alvarez, B. M., Alvarez, U. C., Banville, J., Lemagny, J.-C., Fuentes, C., & Sugiyama, E. (2011). Manueru arubaresu burabo shashinshu: Mekishiko no genso to hikari.
- Lauzon, Jean, Durand, Régis, Lemagny, Jean-Claude, & Rouillé, André. (2011). Images de la photographie. Les Presses philosophiques.
- Soulages, François, de Chassey, Eric, Poivert, Michel, Rouillé, André, Lemagny, Jean-Claude, Chateau, Dominique, Sagot-Duvauroux, Dominique, ... Tamisier, Marc. (2012). Photographie contemporaine & art contemporain. Klincksieck.
- Lemagny, Jean-Claude (2013). Silence de la photographie. Paris: L'Harmattan Editions Distribution.
- Bréhant, M.-L., Slivance, I., Gicquel, S., Lemagny, J.-C., & Gicquel, P. (2014). Les creusets de Marie-Louise: [livre d'artiste]. Nantes: Musée de l'imprimerie de Nantes & Couleur dite Parole peinte.
- Bastide, A.-G. (2018). L'invisible labyrinthe des temps: It's only photography's : dans les miroirs des vitrines de Paris. Paris: Alain-Gilles Bastide.
- Bohbot, M., & Lemagny, J.-C. (2020). Passion couleur. Baden: Lammerhuber.

### Články
- Lemagny, J.-C. (January 1, 1974). La femme vue par une femme, Henriette Grindat. Oeil : Magazine International D'art.
- Lemagny, J.-C. (January 1, 1978). Trois regards sur l'apparence. Connaissance Des Arts, 50-57.
- Lemagny, J.-C. (January 1, 1980). Tendances de la créativité contemporaine. Monuments Historiques / Ed. Par La Cnmhs.
- Lemagny, J.-C. (January 1, 1980). Un art trompeur, la photo couleur. Connaissance Des Arts, 62-69.
- Lemagny, J.-C. (January 1, 1986). Monuments en quête d'auteur. Monuments Historiques / Ed. Par La Cnmhs, 81-89.
- Lemagny, J.-C. (November 1, 1988). Un art en chemin vers lui-même. Revue Des Deux Mondes, 232-241.
- Lemagny, J.-C. (January 1, 1989). L' invention d'un art: Quand la photographie prend sa place dans une aussi vieille histoire que celle de l'art. Nouvelles De L'estampe / Publ. Par Le Comité National De La Gravure Française Et Le Cabinet Des Estampes De La Bibliothèque Française, 34-35.
- Lemagny, J.-C. (April 1, 1989). Splendeurs et misères du corps humain. Revue Des Deux Mondes, 236-243.
- Lemagny, J.-C. (October 1, 1989). Une autre objectivité. Revue Des Deux Mondes, 235-248.
- Lemagny, J.-C. (March 1, 1990). Cent cinquante ans après. Revue Des Deux Mondes, 231-239.
- Lemagny, J.-C. (January 1, 1992). Fleuve profond: Sur l'évolution de la création photographique depuis vingt ans. Art Press.
- Lemagny, J. C., Roth, K., Blouin, M., Legendre, R., & Michel, F. (December 7, 1996). Serge Clément: De l’apparition à la présence. Cv Photo, 36, 23-32.
- Lemagny interview with Alin Avila, "De la forme", in Area revue no 3, page 67 ff., 2002.
- Lemagny, J.-C. (January 1, 2006). La Galerie permanente de photographie: 1971-1996. Nouvelles De L'estampe, 209, 21.
- Lemagny, J.-C. (January 1, 2006). De l'image photographique aux mots: Essai d'itinéraire. Des Regards Aux Mots / Réunies Par Alain Chareyre-Méjan, 67-71.